# Oleg Kuz'min
Oleg Aleksandrovič Kuz'min (in russo Олег Александрович Кузьмин?; Mosca, 9 maggio 1981) è un allenatore di calcio ed ex calciatore russo, di ruolo difensore.

## Caratteristiche tecniche
È un terzino destro.

## Carriera

### Club
È cresciuto nelle giovanili dello Spartak Mosca.

### Nazionale
Ha esordito con la Nazionale di calcio della Russia il 5 settembre 2015 in un match vinto 1-0 contro la Svezia.

## Statistiche

### Presenze e reti nei club
Statistiche aggiornate al 24 dicembre 2017.
| Stagione               | Squadra                 | Campionato             | Campionato | Campionato | Coppe nazionali | Coppe nazionali | Coppe nazionali | Coppe continentali | Coppe continentali | Coppe continentali | Altre coppe | Altre coppe | Altre coppe | Totale | Totale | Totale |
| Stagione               | Squadra                 | Comp                   | Pres       | Reti       | Comp            | Pres            | Reti            | Comp               | Pres               | Reti               | Comp        | Pres        | Reti        | Pres   | Reti   |        |
| ---------------------- | ----------------------- | ---------------------- | ---------- | ---------- | --------------- | --------------- | --------------- | ------------------ | ------------------ | ------------------ | ----------- | ----------- | ----------- | ------ | ------ | ------ |
| 2000                   | Spartak Mosca           | PL                     | 1          | 0          | CR              | 0               | 0               |                    | -                  | -                  |             | -           | -           | 1      | 0      |        |
| 2001                   | Uralan                  | FNL                    | 26         | 2          | CR              | 2               | 0               |                    | -                  | -                  |             | -           | -           | 28     | 2      |        |
| 2002                   | Uralan                  | PL                     | 19         | 1          | CR              | 2               | 0               |                    | -                  | -                  |             | -           | -           | 21     | 1      |        |
| 2003                   | Uralan                  | PL                     | 16         | 0          | CR              | 0               | 0               |                    | -                  | -                  |             | -           | -           | 16     | 0      |        |
| 2003                   | Černomorec Novorossijsk | PL                     | 7          | 0          | CR              | 2               | 0               |                    | -                  | -                  |             | -           | -           | 9      | 0      |        |
| 2004                   | Uralan                  | FNL                    | 19         | 0          | CR              | 2               | 1               |                    | -                  | -                  |             | -           | -           | 21     | 1      |        |
| Totale Uralan          | Totale Uralan           | Totale Uralan          | 80         | 3          |                 | 6               | 1               |                    | -                  | -                  |             | -           | -           | 86     | 4      |        |
| 2004                   | FK Mosca                | PL                     | 7          | 1          | CR              | 1               | 0               |                    | -                  | -                  |             | -           | -           | 8      | 1      |        |
| 2005                   | FK Mosca                | PL                     | 28         | 3          | CR              | 2               | 0               |                    | -                  | -                  |             | -           | -           | 30     | 3      |        |
| 2006                   | FK Mosca                | PL                     | 28         | 1          | CR              | 2               | 0               | CI                 | 4                  | 0                  |             | -           | -           | 34     | 1      |        |
| 2007                   | FK Mosca                | PL                     | 25         | 0          | CR              | 8               | 0               |                    | -                  | -                  |             | -           | -           | 33     | 0      |        |
| 2008                   | FK Mosca                | PL                     | 27         | 1          | CR              | 2               | 2               | CU                 | 3                  | 1                  |             | -           | -           | 32     | 4      |        |
| Totale FK Mosca        | Totale FK Mosca         | Totale FK Mosca        | 115        | 6          |                 | 15              | 2               |                    | 7                  | 1                  |             | -           | -           | 137    | 9      |        |
| 2009                   | Lokomotiv Mosca         | PL                     | 24         | 1          | CR              | 1               | 0               |                    | -                  | -                  |             | -           | -           | 25     | 1      |        |
| 2010                   | Lokomotiv Mosca         | PL                     | 10         | 1          | CR              | 1               | 0               |                    | -                  | -                  |             | -           | -           | 11     | 1      |        |
| Totale Lokomotiv Mosca | Totale Lokomotiv Mosca  | Totale Lokomotiv Mosca | 34         | 2          |                 | 2               | 0               |                    | -                  | -                  |             | -           | -           | 36     | 2      |        |
| 2010                   | Rubin                   | PL                     | 13         | 0          | CR              | 0               | 0               | UCL+UEL            | 2+2                | 0                  |             | -           | -           | 17     | 0      |        |
| 2011-2012              | Rubin                   | PL                     | 27         | 0          | CR              | 3               | 0               | UCL+UEL            | 1+4                | -                  |             | -           | -           | 35     | 0      |        |
| 2012-2013              | Rubin                   | PL                     | 26         | 1          | CR              | 0               | 0               | UEL                | 11                 | 0                  | SR          | 1           | 0           | 28     | 1      |        |
| 2013-2014              | Rubin                   | PL                     | 27         | 1          | CR              | 0               | 0               | UEL                | 10                 | 1                  |             | -           | -           | 37     | 2      |        |
| 2014-2015              | Rubin                   | PL                     | 27         | 0          | CR              | 3               | 0               |                    | -                  | -                  |             | -           | -           | 30     | 0      |        |
| 2015-2016              | Rubin                   | PL                     | 21         | 2          | CR              | 0               | 0               | UEL                | 8                  | 1                  |             | -           | -           | 29     | 3      |        |
| 2016-2017              | Rubin                   | PL                     | 5          | 0          | CR              | 0               | 0               |                    | -                  | -                  |             | -           | -           | 5      | 0      |        |
| 2017-2018              | Rubin                   | PL                     | 5          | 0          | CR              | 1               | 0               |                    | -                  | -                  |             | -           | -           | 6      | 0      |        |
| Totale carriera        | Totale carriera         | Totale carriera        | 388        | 15         |                 | 32              | 3               |                    | 45                 | 3                  |             | 1           | 0           | 466    | 21     |        |

### Cronologia presenze e reti in nazionale
| Cronologia completa delle presenze e delle reti in nazionale ― Russia | Cronologia completa delle presenze e delle reti in nazionale ― Russia | Cronologia completa delle presenze e delle reti in nazionale ― Russia | Cronologia completa delle presenze e delle reti in nazionale ― Russia | Cronologia completa delle presenze e delle reti in nazionale ― Russia | Cronologia completa delle presenze e delle reti in nazionale ― Russia | Cronologia completa delle presenze e delle reti in nazionale ― Russia | Cronologia completa delle presenze e delle reti in nazionale ― Russia |
| Data                                                                  | Città                                                                 | In casa                                                               | Risultato                                                             | Ospiti                                                                | Competizione                                                          | Reti                                                                  | Note                                                                  |
| --------------------------------------------------------------------- | --------------------------------------------------------------------- | --------------------------------------------------------------------- | --------------------------------------------------------------------- | --------------------------------------------------------------------- | --------------------------------------------------------------------- | --------------------------------------------------------------------- | --------------------------------------------------------------------- |
| 5-9-2015                                                              | Mosca                                                                 | Russia                                                                | 1 – 0                                                                 | Svezia                                                                | Qual. Euro 2016                                                       | -                                                                     | 31’ 82’                                                               |
| 9-10-2015                                                             | Chișinău                                                              | Moldavia                                                              | 1 – 2                                                                 | Russia                                                                | Qual. Euro 2016                                                       | -                                                                     | 27’                                                                   |
| 12-10-2015                                                            | Mosca                                                                 | Russia                                                                | 2 – 0                                                                 | Montenegro                                                            | Qual. Euro 2016                                                       | 1                                                                     |                                                                       |
| 14-11-2015                                                            | Krasnodar                                                             | Russia                                                                | 1 – 0                                                                 | Portogallo                                                            | Amichevole                                                            | -                                                                     | 47’                                                                   |
| 29-3-2016                                                             | Saint-Denis                                                           | Francia                                                               | 4 – 2                                                                 | Russia                                                                | Amichevole                                                            | -                                                                     | 46’                                                                   |
| Totale                                                                |                                                                       | Presenze                                                              | 5                                                                     |                                                                       | Reti                                                                  | 1                                                                     |                                                                       |

## Palmarès
- Coppa di Russia: 1

Rubin Kazan': 2011-2012
- Supercoppa di Russia: 1

Rubin Kazan': 2012